# (4960) Mayo
(4960) Mayo ist ein Asteroid des Hauptgürtels, der am 24. September 1960 vom Forscherteam Cornelis Johannes van Houten und Tom Gehrels im Rahmen des Palomar-Leiden-Surveys entdeckt wurde.
Der Asteroid wurde nach dem Astrochemiker Jerome Mayo Greenberg (1922–2001) benannt.